# Ilex ciliolata
Ilex ciliolata är en järneksväxtart som beskrevs av J.A. Steyermark. Ilex ciliolata ingår i släktet järnekar, och familjen järneksväxter. Inga underarter finns listade i Catalogue of Life.